# Teya Dora
Teya Dora właśc. Teodora Pavlovska (serb. Теодора Павловска; ur. 1 maja 1992 w Borze) – serbska piosenkarka i autorka tekstów. Reprezentantka Serbii w 68. Konkursie Piosenki Eurowizji (2024).

## Życiorys
Urodziła się w Borze, jej ojciec był malarzem i grafikiem a matka jest dziennikarką i pisze teksty dla serbskiego dziennika Večernje novosti. Uczęszczała do szkoły muzycznej im. Vojislava Vučkovića w Belgradzie. W 2014 ukończyła studia na uniwersytecie Berklee College of Music. Po ukończeniu studiów przez pewien czas mieszkała w Nowym Jorku, gdzie pracowała jako autorka tekstów.

## Kariera
Zadebiutowała w 2019 wydając swój debiutancki singel „Da na meni je”.
W marcu 2023 wydała piosenkę „Džanum”, która stała się viralem na platformie TikTok, oraz uplasowała się na 6. miejscu notowania Billboard Croatia i osiągnęła 4. miejsce na liście Daily Viral Song Global na platformie Spotify.
W styczniu 2023 z utworem „Posle mene”  znalazła się na liście kandydatów Pesma za Evroviziju ’23, który stanowił serbskie preselekcje do 67. Konkursu Piosenki Eurowizji. Ostatecznie nie otrzymała awansu do półfinału.
21 grudnia 2023 znalazła się na liście uczestników serbskich preselekcji Pesma za Evroviziju ’24 z piosenką „Ramonda”. 29 lutego wystąpiła w drugim półfinale z którego pomyślnie awansowała do finału. 2 marca wygrała finał preselekcji, dzięki czemu uzyskała prawo do reprezentowania Serbii w 68. Konkursie Piosenki Eurowizji. 7 maja 2024 wystąpiła w pierwszym półfinale i pomyślnie awansowała do finału. 11 maja wystąpiła jako szesnasta w kolejności startowej i zajęła 17. miejsce, zdobywszy 54 punkty, w tym 22 pkt od jury (18. miejsce) i 32 pkt od widzów (14. miejsce).

## Dyskografia

### Single
| Rok                                                      | Tytuł                          | Najwyższa pozycja na liście | Certyfikat         | Album |
| Rok                                                      | Tytuł                          | CRO Billb.                  | Certyfikat         | Album |
| -------------------------------------------------------- | ------------------------------ | --------------------------- | ------------------ | ----- |
| 2019                                                     | „Da na meni je”                | –                           |                    | –     |
| 2020                                                     | „Oluja” (Олуја)                | –                           |                    | –     |
| 2021                                                     | „Ulice” (Улице) (z Nikolija)   | –                           |                    | –     |
| 2022                                                     | „U illegali” (У илегали)       | –                           |                    | –     |
| 2022                                                     | „Vozi me” (Вози ме)            | –                           |                    | –     |
| 2023                                                     | „Džanum” (Џанум)               | 6                           | - POL: złota płyta | –     |
| 2023                                                     | „Atamala” (Атамала) (z Albino) | –                           |                    | –     |
| 2024                                                     | „Ramonda” (Рамонда)            | 19                          |                    | –     |
| „–” oznacza, że singel nie był notowany na danej liście. |                                |                             |                    |       |